# Cratere Okhotsk
Okhotsk  è un cratere sulla superficie di Marte.